# Poutakhine
Poutakhine, Journal presque intime d’un naufragé  est un livre de l'auteur algérien Mehdi El Djazair sorti en octobre 2009.
Dix jours après sa publication, il fut interdit au salon du livre d'Alger SILA 2009 et confisqué dans les librairies. 